# Batalla de Manolada
La batalla de Manolada se libró el 5 de julio de 1316 en Manolada, en los valles de Elis en el Peloponeso. Los dos líderes fueron Luis de Borgoña y el infante Fernando de Mallorca, quienes reclamaron el Principado de Acaya por derecho de sus esposas. La derrota y muerte de Fernando aseguró la continua supremacía angevina en Acaya y debilitó la posición sus aliados, la Gran Compañía Catalana que ocupaba el Ducado de Atenas.